# Meditační zahrada svatého Jakuba
Meditační zahrada svatého Jakuba je novodobá meditační zahrada a městský park u kostela svatého Jakuba Většího a u městských hradeb v části Lipník nad Bečvou I-Město města Lipník nad Bečvou. Geograficky se také nachází v okrese Přerov v Olomouckém kraji v nížině Bečevská brána na Moravě.

## Historie a popis místa
Meditační zahrada svatého Jakuba, která má 2 vstupy, je nepravidelného tvaru s plošnou výměrou cca 3000 m2 a nachází se ve výšce 245 m nad mořem. Přiléhá k východní straně presbytáře farního kostela svatého Jakuba Většího a také k severní části úseku městského opevnění. Je postavena v prostoru bývalého hřbitova, který zanikl v 18. století a který se následně stal veřejným městským parkem. Během rekonstrukce městského opevnění v 90. letech 20. století došlo k uzavření tohoto parku. V roce 2006, ve spolupráci města Lipník nad Bečvou, občanského sdružení Okrašlovací spolek Lípa, Římskokatolické farnosti Lipník nad Bečvou aj., vznikla meditační zahrada. O prostor zahrady pečuje Okrašlovací spolek Lípa. Prostor je zasvěcen jednomu z apoštolů svatému Jakubu a je přístupný veřejnosti. U vstupu do meditační zahrady je informační panel se základními informacemi a s orientačním plánem. Meditační zahrada nabízí návštěvbíkům možnost meditace, relaxace a odpočinku v klidové zóně. Jsou zde záhony někollika druhů květin a travin, lavičky, stromy, umělecká díla z oceli, kamene a dřeva a herní plocha pro hru Člověče nezlob se. Prostor slouží i k dalším společenským akcím, například jako příležitostná výstavní galerie děl vzniklých během mezinárodního setkání uměleckých kovářů Hefaiston, které se konají na blízkém hradu Helfštýn.

## Další informace
Meditační zahrada je přístupná od dubna do října a v nočních hodinách se uzavírá.

## Galerie

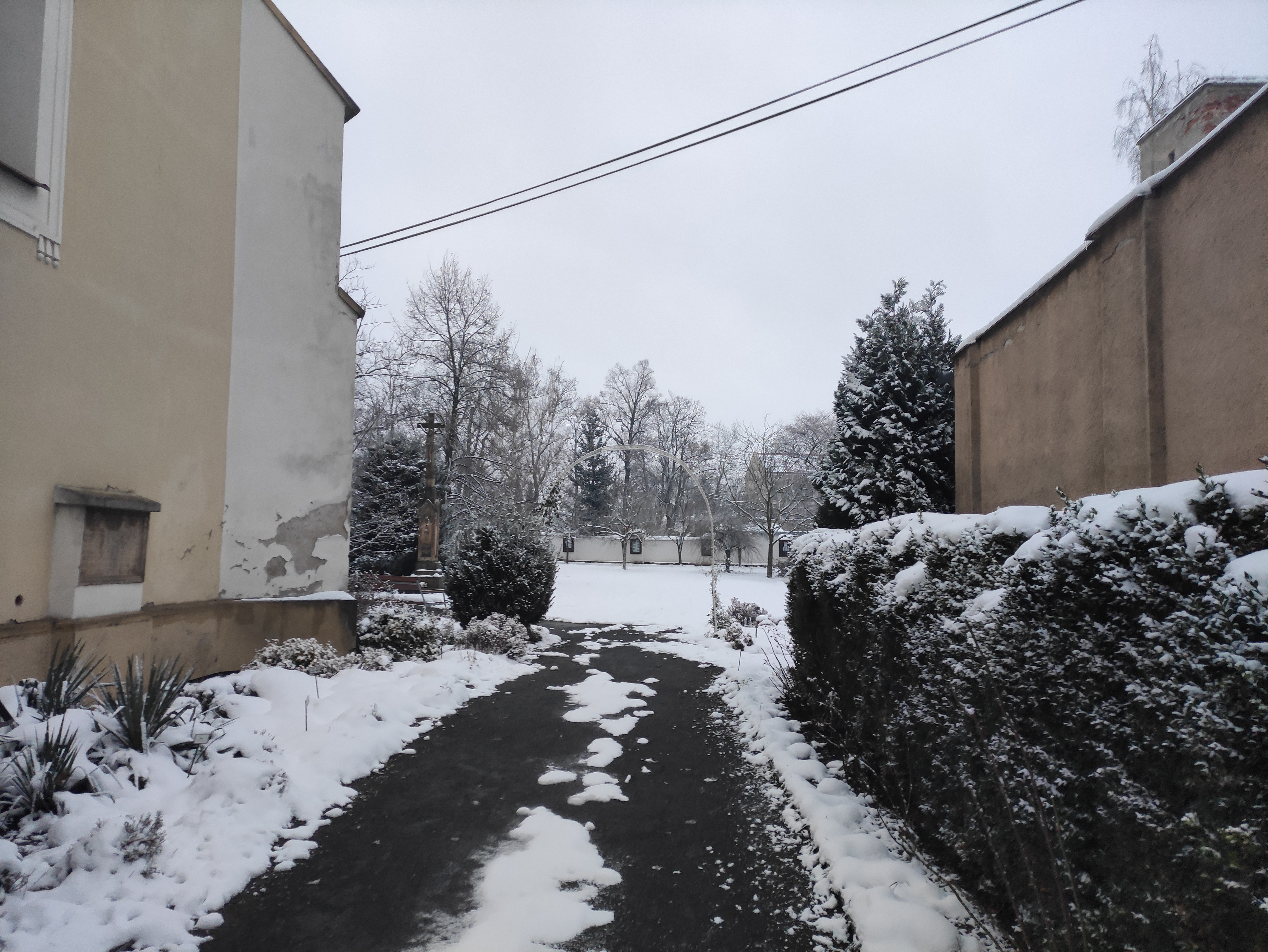
Zmní pohled
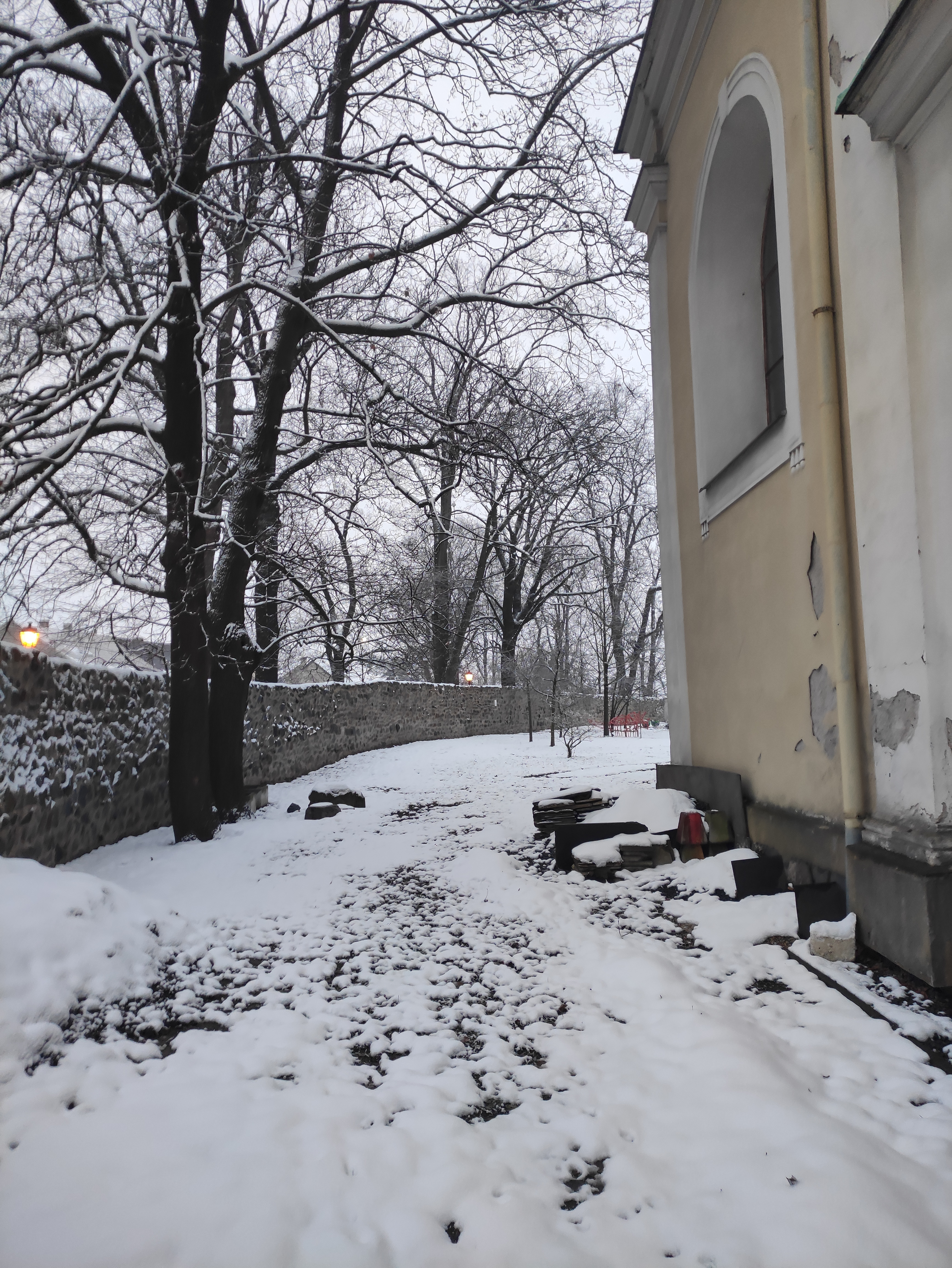
Zimní pohled